# Monts de Gagra
Les monts de Gagra (géorgien : გაგრის ქედი) constituent une chaîne de montagnes du Caucase occidental, en Abkhazie (province sécessionniste de la Géorgie).
Cette chaîne s'étend au nord et à l'est de la ville de Gagra, entre les vallées de la Bzyp et de la Psou. Elle culmine à 3 256 mètres d'altitude au mont Agepsta. Elle s'approche de la mer Noire et protège ainsi les stations balnéaires de Gagra et ses environs des vents froids continentaux venus du nord et de l'est.
La chaîne de montagnes est essentiellement calcaire. Elle est marquée de nombreuses formes karstiques (canyons, grottes). Elle recèle notamment les quatre plus profondes cavités naturelles au monde, en 2018 : Veryovkina, Krubera-Voronja, Sarma (en) et Snezhnaya (es), dans le massif Arabika.

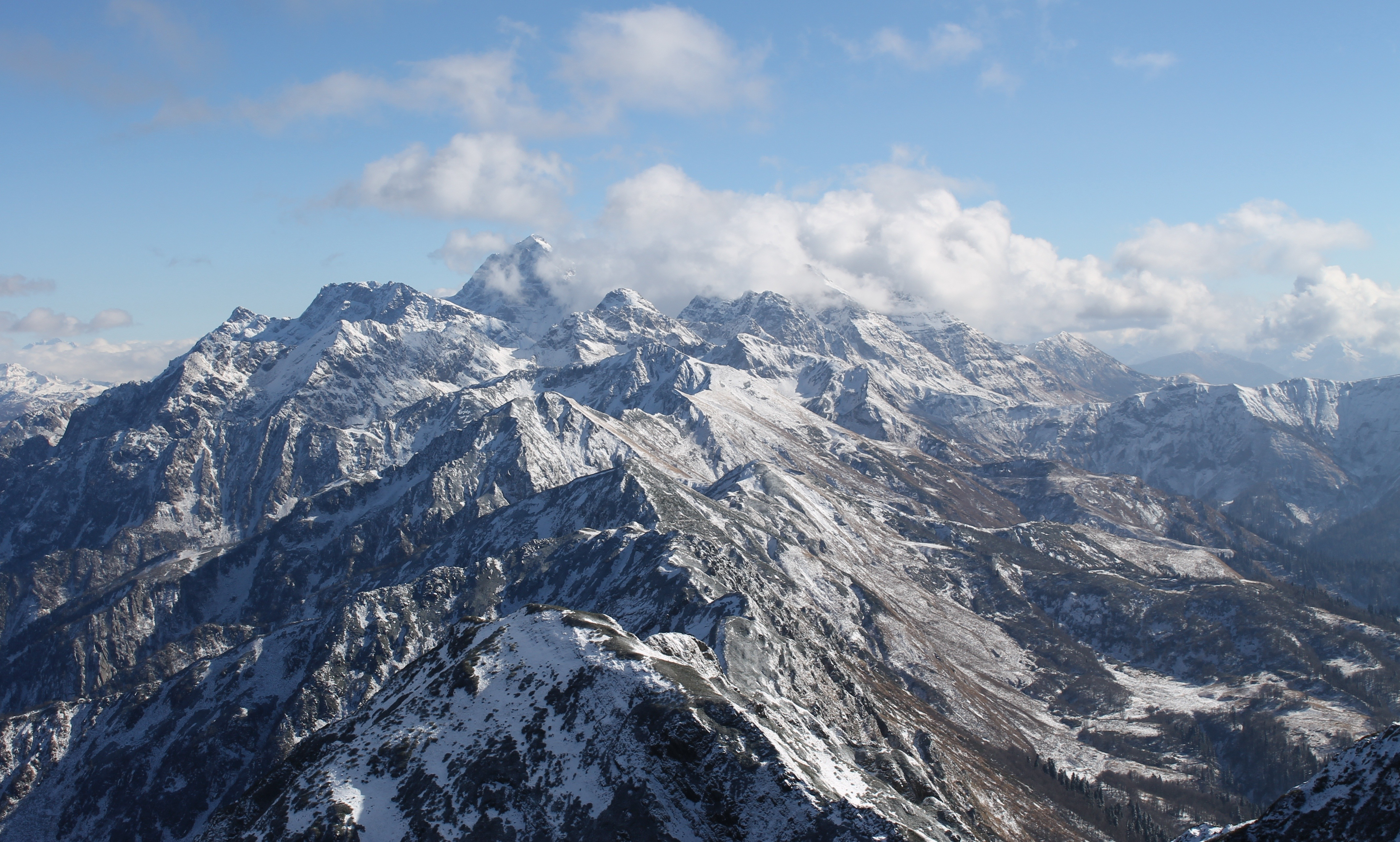
Le mont Agepsta, point culminant des monts de Gagra, dans le Caucase abkhazien.